# ماساتو یوچیشیبا
ماساتو یوچیشیبا (انگلیسی: Masato Uchishiba؛ زادهٔ ۱۷ ژوئن ۱۹۷۸) جودوکار اهل ژاپن است.